# Problème de Yamabe
Le problème de Yamabe en géométrie différentielle concerne l'existence de métriques riemanniennes à courbure scalaire constante, et tient son nom du mathématicien Hidehiko Yamabe (en). Bien que Yamabe ait affirmé avoir une solution en 1960, une erreur critique dans sa preuve fut découverte par Trudinger. Les travaux de Neil Trudinger, Thierry Aubin et Richard Schoen permettent d'apporter une solution complète au problème en 1984. La solution combine des techniques de géométrie différentielle, d’analyse fonctionnelle et d’équations aux dérivées partielles.

## Énoncé du problème
Soit    M  une variété différentielle  compacte de dimension   n  ≥ 3 et de classe C∞ munie d’une métrique riemannienne   g , existe-t-il une métrique   g   ' de courbure scalaire constante conforme à   g ?
Richard Schoen a finalement résolu le problème en 1984 en lui apportant une réponse positive.

## Le cas non-compact
La question qui vient alors naturellement à l’esprit consiste à se demander si la réponse est toujours positive si l’on affaiblit l’hypothèse de compacité sur la variété en une hypothèse de complétude, ce que l’on appelle le "problème de Yamabe non-compact". La réponse est non, des contre-exemples ayant été donnés par Zhiren Jin en 1988.